# Cerapachys dohertyi
Cerapachys dohertyi är en myrart som beskrevs av Carlo Emery 1902. Cerapachys dohertyi ingår i släktet Cerapachys och familjen myror. Inga underarter finns listade.

## Bildgalleri

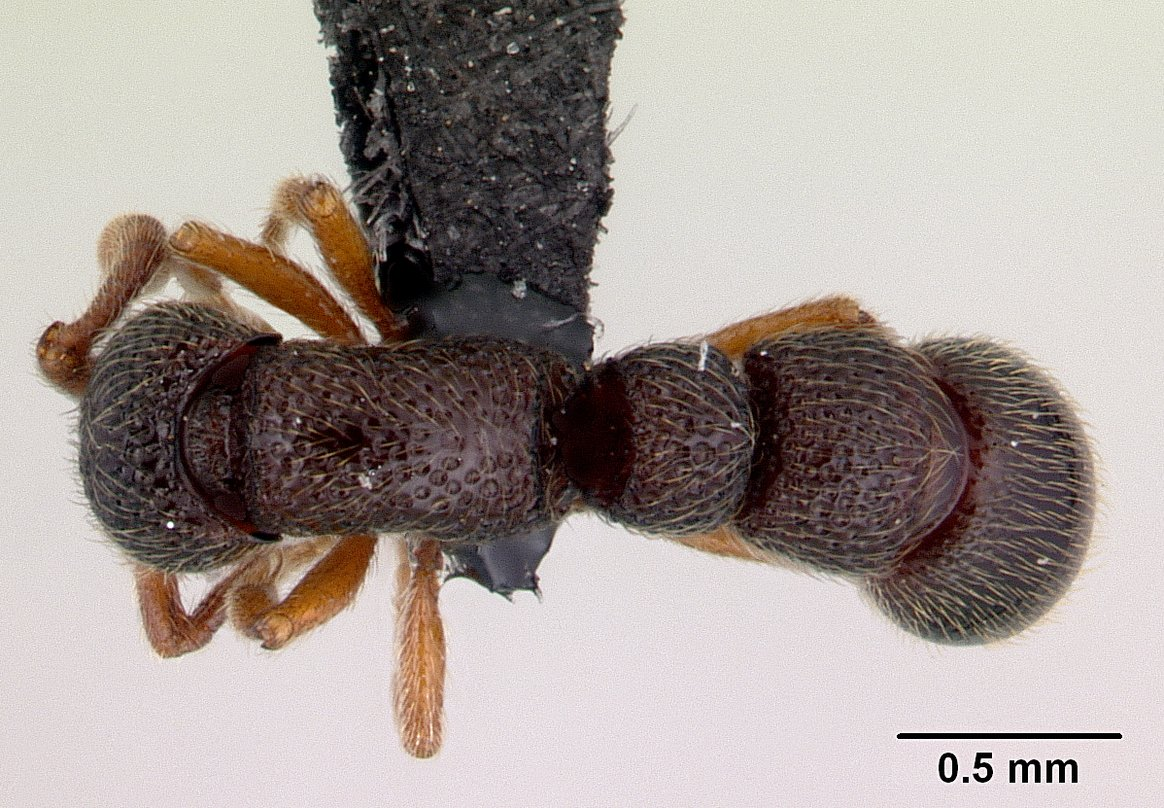
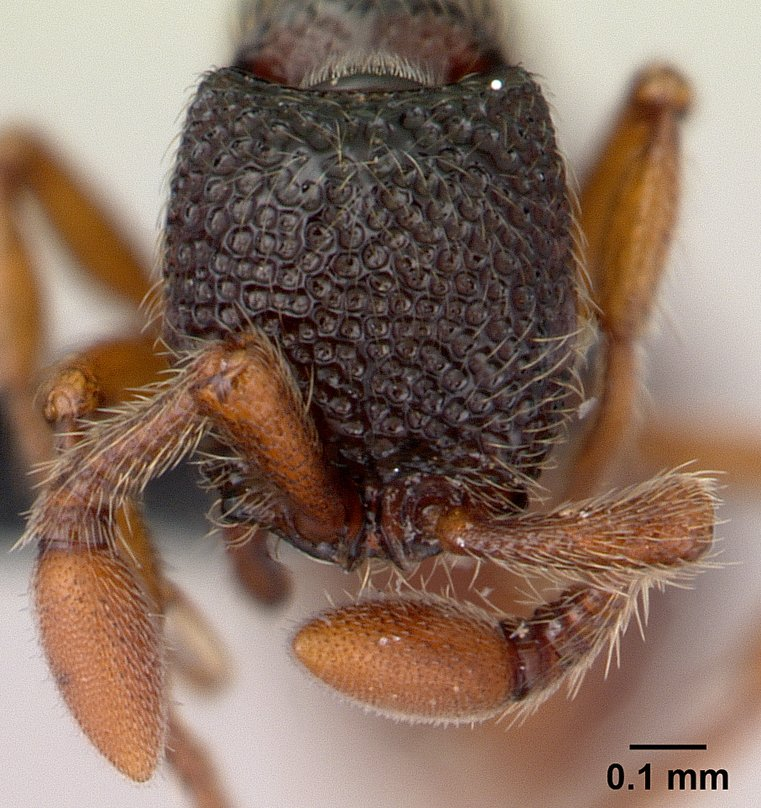
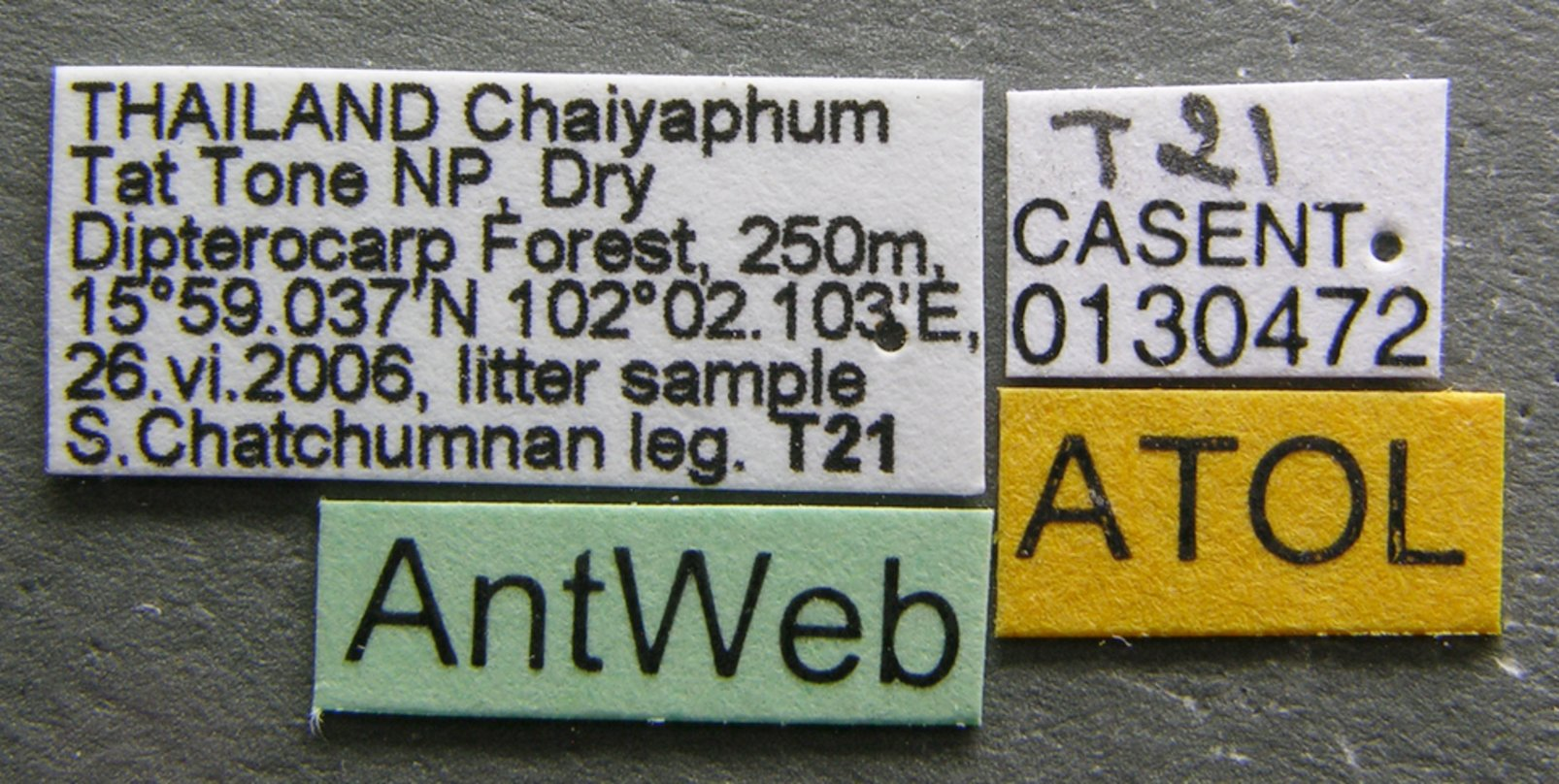
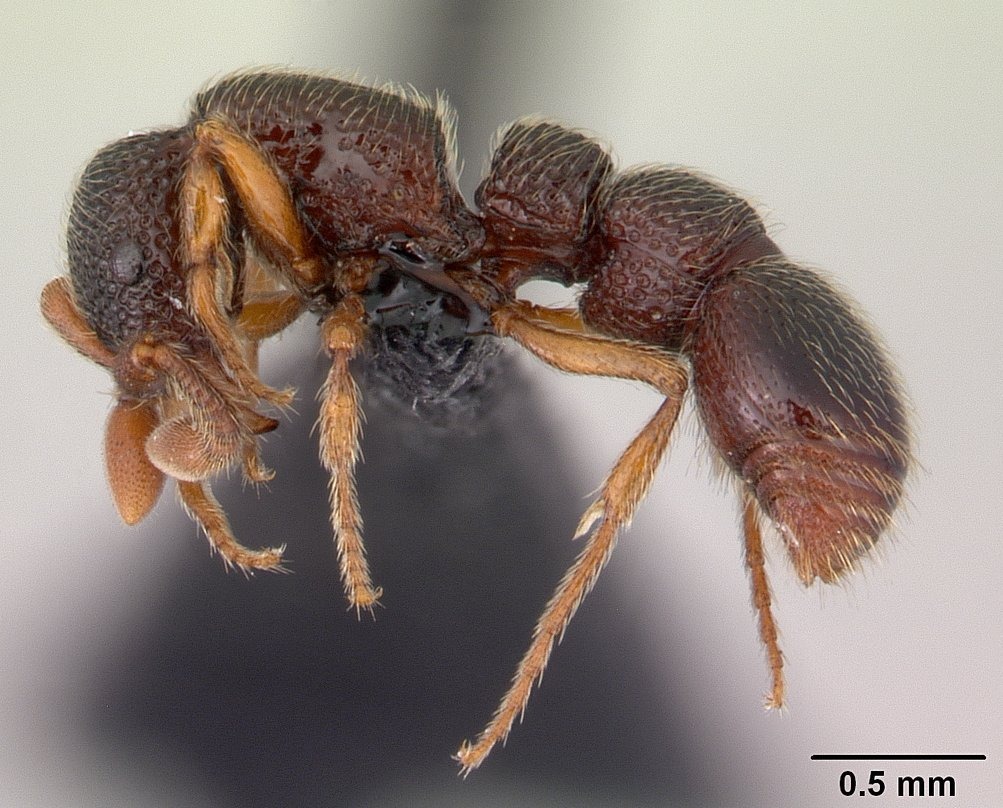